# IBA Heidelberg
Die IBA Heidelberg war eine Internationale Bauausstellung, die in Heidelberg in der Zeit von 2013 bis 2022 stattfand. Sie stand unter dem Motto „Wissen | schafft | Stadt“ und konzentrierte sich auf das Thema Wissensgesellschaft.

## Format
Die Themensetzung der IBA Heidelberg war als vorausschauende Maßnahme ausgelegt. Ausgehend von bestehenden und zukünftigen Orten der Bildung und Wissenschaft wurden modellhafte Lösungen für die Stadt der Zukunft aufgezeigt. Im Fokus stand die Frage: Wie muss sich die europäische Stadt transformieren, um den Anforderungen der Wissensgesellschaft von morgen gerecht zu werden? Dabei konzentrierte sich das Motto „Wissen | schafft | Stadt“ auf die fünf Leitthemen Wissenschaften, Lernräume, Vernetzungen, Stoffkreisläufe und Koproduktion. Die IBA Heidelberg arbeitete sowohl auf lokaler Ebene als auch im Dialog mit ausländischen Partnerhochschulen und -städten, die wie Heidelberg zu sogenannten „Knowledge pearls“ zählen – kleine und mittlere Wissenschaftsstädte mit Weltruf.
Als Teil der IBA Heidelberg fanden zwei große Ausstellungen statt: Im Jahr 2018 wurde der Fortschritt des IBA Prozesses in einer Zwischenpräsentation dokumentiert. 2022 wurden in der Abschlusspräsentation alle Projekte in einer Realausstellung gezeigt. Neben konkreten baulichen Ergebnissen sollte so in Heidelberg ein Dialog über die Stadt der Zukunft angeregt werden.

## Organisation
Die IBA Heidelberg war als GmbH organisiert, mit der Stadt Heidelberg als alleiniger Gesellschafterin. Sie wurde in der Gesellschafterversammlung durch den Oberbürgermeister der Stadt Heidelberg Eckart Würzner vertreten und unterhielt ein Büro. Geschäftsführender Direktor war Michael Braum, kuratorischer Leiter und Prokurist war Carl Zillich.

## Thema
Die IBA Heidelberg ging von dem gesellschaftlichen Paradigmenwechsel aus, dass Wissen als „neuer Rohstoff“ besonders für das soziale, kulturelle und wirtschaftliche Leben in Städten immer wichtiger wird. Daher wird verbreitet vom Übergang von der Industriegesellschaft in die Wissensgesellschaft gesprochen. In Heidelberg sind Stadt und Wissen seit jeher untrennbar miteinander verwoben: Die Ruprecht-Karls-Universität Heidelberg bildet einen wesentlichen Teil der Stadtidentität. Zugleich wächst Heidelberg und entwickelt sich unter den bestehenden gesellschaftlichen Veränderungen mit neuer Dynamik weiter.

## Realisierung
Aus dem ersten Projektaufruf, dem IBA_CALL No. 1, gingen 23 Ideen und Konzepte hervor, von denen 17 Vorhaben konkret bearbeitet wurden.

## Projektübersicht
Alle IBA-Projekte hatten mit Bildung zu tun: Vom Bürgerhaus über ein Konferenzzentrum und einen „Energiespeicher“ bis zum hochmodernen Forschungslabor. Sie sollten das Gesicht Heidelbergs verändern.

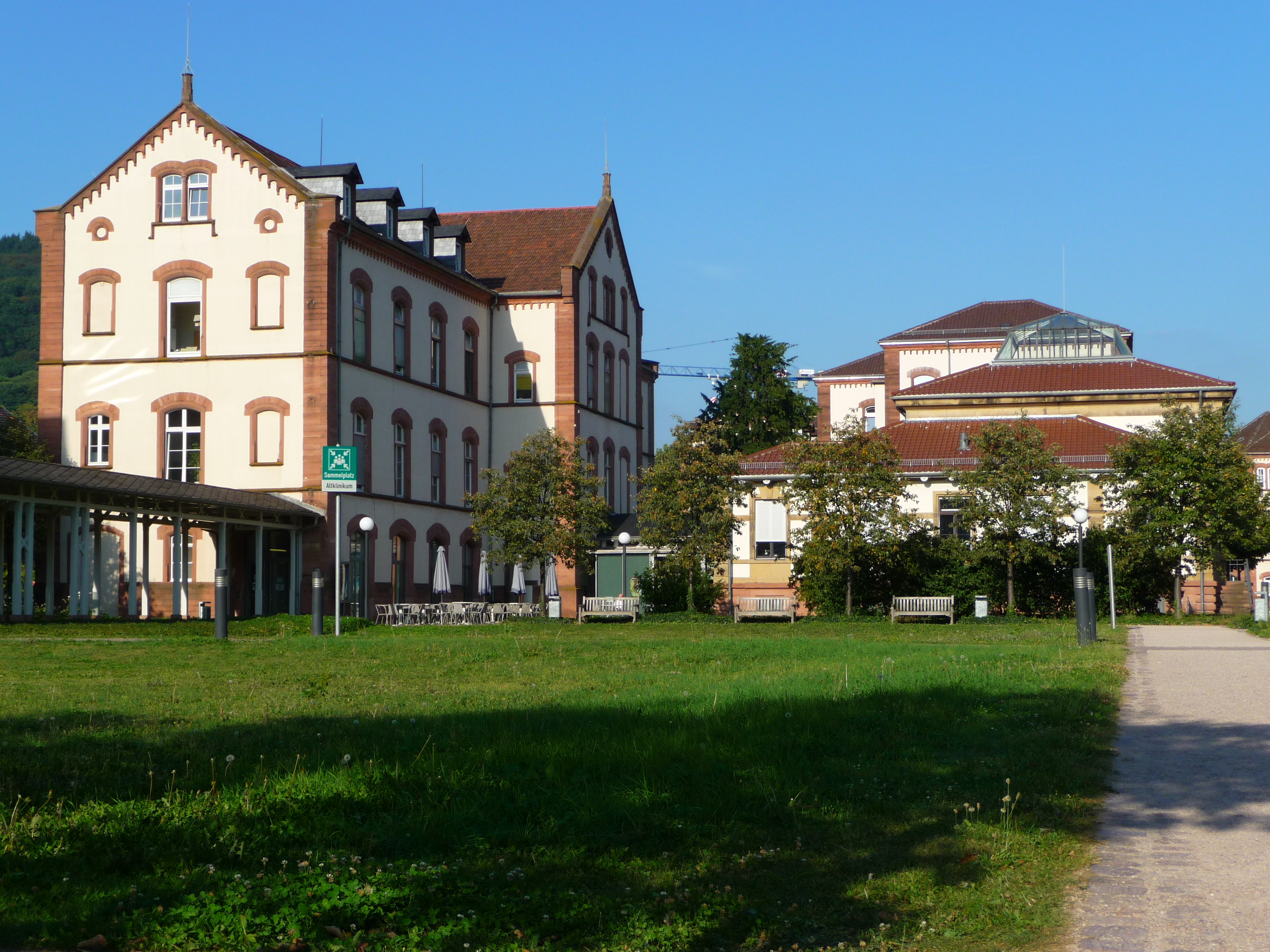
Haupteingang zur "Sammlung Prinzhorn" im Bereich des Altklinikums der Universitätsklinik Heidelberg

### IBA-Projekte (Auswahl)
- Werkstattschule: Der Verein WERKstattSCHULE e. V. in einem Gebäude des ehemaligen Bahnbetriebswerks, der Bildungs- und Lernprojekte für Jugendliche anbietet, wurde mit der IBA Heidelberg unter dem Namen exPRO 3 ausgebaut. Es sollten durch handwerkliche und künstlerische Projekte neue Formen der Inklusion ermöglicht werden. Angesprochen wurden dabei unterschiedliche soziale und schulische Milieus der Jugendlichen. Das Projekt sollte als Bindeglied zwischen den Stadtteilen wirken.[10]
- Collegium Academicum: Auf der Konversionsfläche „Hospital“ im Stadtteil Rohrbach entstand bis 2023 ein selbstverwaltetes Studierendenwohnheim für 170 Studierende. Es dient als Begegnungsraum und ermöglicht Bildungsangebote. Der Freiraum wurde zum gemeinsamen Lernen und Leben gestaltet.[11][12]
- B3 Gadamerplatz – Bildung, Betreuung, Begegnung: Das B3 in der Heidelberger Bahnstadt vereint eine Kindertagesstätte, eine Grundschule mit Sporthalle und ein Bürgerhaus unter einem Dach. Der über reine Koexistenz hinausgehende Neubau soll das generationsübergreifende Lernen fördern und Begegnungen im öffentlichen Raum ermöglichen.[13]
- Haus der Jugend 60.1: Das Haus der Jugend, das mit seinem Angebot junge Menschen aus allen Stadtteilen zusammenbringt, erhielt einen multifunktionalen Neubau.[14]
- Energie- und Zukunftsspeicher: Der Neubau des begehbaren, 55 Meter hohen Wärmespeichers der Stadtwerke Heidelberg sollte die Relevanz von Nachhaltigkeit und Klimaschutz demonstrieren.[15]
- Erweiterung der Sammlung Prinzhorn: Das Museum beherbergt die Sammlung Prinzhorn (künstlerische Werke zwischen 1880 und 1920 entstanden in psychiatrischen Anstalten des deutschsprachigen Raums). Mit einer räumlichen Erweiterung sollten die Werke, Ausstellungen und Programme größeren Nutzergruppe gezeigt werden.[16]
- Erweiterung des Thadden: Das private Gymnasium und Tagesinternat mit musisch-künstlerischem und sportlichem Schwerpunkt erhielt durch einen Neubau einen zeitgemäßen Lernort mit aktuellen pädagogischen, klassenübergreifenden Konzepten.[17]
- Der Andere Park: Ein einst militärischer Ort sollte einen neuen Charakter bekommen.[18]
- Heidelberg Congress Center: In der Heidelberger Bahnstadt ist das neue Tagungs- und Kongresszentrum der Stadt entstanden. Es soll mit Raumangebot und Ausstattung Wissenschafts- und Wirtschaftskongressen sowie anderen Großveranstaltungen einen Rahmen bieten.[19]
- EMBL Imaging Centre: Das Europäische Laboratorium für Molekularbiologie ist ein führendes Forschungsinstitut in den Lebenswissenschaften. Um elektronen- und lichtmikroskopische Verfahren so schnell wie möglich der Forschung und Industrie bereitzustellen, baute das EMBL ein „Imaging Centre“. Dieses ermöglicht bis zu 300 Gastforschenden jährlich Zugang zu Imaging-Technologien und steht außerdem der interessierten Stadtgesellschaft offen.[20]

### Projektentwicklung des Patrick-Henry-Village
Auf der ehemaligen Heidelberger US-Militärfläche Patrick-Henry-Village sollte eine Grundlage für die „Wissensstadt von morgen“ entstehen. Internationale Städtebaubüros entwarfen im Dialog mit Experten und der Heidelberger Stadtgesellschaft Szenarien zu den Leitthemen der IBA Heidelberg. Die Ansätze von MVRDV, Carlo Ratti Associati, ASTOC Architects&Planners, Ramboll Liveable Cities Lab und der University of Brighton (UK) wurden durch KCAP Architects&Planners zu einer Entwicklungsvision zusammengefasst. Diese setzt auf die digitale Zukunft, neue Synergien von Wirtschaft und Wissenschaft, einen „Multi-Mobilitäts-Ansatz“, Orte der Bildung sowie zukunftsweisende Wohn- und Arbeitsumgebungen und Versorgungssysteme. Ziel ist die Etablierung eines eigenständigen Quartiers in der Metropolregion, das Arbeits- und Wohnraum für 10.000 bis 15.000 Menschen bietet.

## Finanzierung
Die IBA war angewiesen auf Gelder des Landes Baden-Württemberg, des Bundes und der EU sowie von Unternehmen. Zur Umsetzung der IBA verfügte die städtische Gesellschaft über Mittel von 0,8 Millionen Euro jährlich. Mittel wurden durch das IBA Büro in Zusammenarbeit mit Partner eingeworben, so beispielsweise für das Projekt „Der andere Park“, das als Premiumprojekt im Bundesprogramm „Nationale Projekte des Städtebaus“ eine Förderung von 5,9 Millionen Euro erhielt, oder für das Collegium Academicum, welches vom Förderprogramm „Variowohnen“ des Bundesbauministeriums Mittel in Höhe von 2,2 Millionen Euro erhielt.

## Kritik
Kritiker befürchteten, dass die IBA Heidelberg als reine „Stadt-IBA“ die „überregionale Ausstrahlkraft“ vermissen lasse. Es müssten geeignete Projektvorschläge mit „internationalem Anspruch“ folgen, so die Forderung, sonst bliebe es bei einer „Plakette“.